# Robert Daublebsky von Sterneck
Robert Daublebsky von Sterneck  (Praga, 7 de fevereiro de 1839 — Viena, 2 de novembro de 1910) foi um militar, geofísico, astrônomo e geodesista austríaco.
Recebeu em 1896 a Medalha Cothenius.

## Obras
- Untersuchungen über die Schwere im Innern der Erde, Mitteilungen des k.u.k. Militärgeographischen Instituts Wien, Band 2, 1882, Band 3, 1883, Band 6, 1886
- Der neue Pendelapparat des k. u. k. Militärgeographischen Instituts, Mitteilungen des k.u.k. Militärgeographischen Instituts Wien, Band 7, 1887
- Untersuchungen über den Einfluß der Schwerestörungen auf die Ergebnisse des Nivellements, Mitt. k.u.k. Militärgeogr. Inst., Band 8, 1888, Band 9, 1889
- Relative Schwerebestimmungen,  Mitt. k.u.k. Militärgeogr. Inst., Band 12 bis 14, 1892 bis 1894, Band 17, 1897, Band 21, 1901
- Der neue Flutmesser in Ragusa,  Mitt. k.u.k. Militärgeogr. Inst., Band 22, 1902
- Die Höhe des Mittelwassers bei Ragusa und die Ebbe und Flut im adriatischen Meere, Mitt. k.u.k. Militärgeogr. Inst., Band 23, 1903
- Über den Einfluß des Mondes auf die Richtung und Größe der Schwerkraft der Erde, Denkschriften der Akademie der Wissenschaften Wien, Band  73, 1876
- Über die Änderung der Refraktionskonstante und Störungen der Richtung der Lotlinie im Gebirge, Denkschriften der Akademie der Wissenschaften Wien, Bd. 80, 1879
- Untersuchungen über den Zusammenhang der Schwere unter der Erdoberfläche mit der Temperatur, Denkschriften der Akademie der Wissenschaften Wien, Band 108, 1899
- Das Fortschreiten der Flutwelle im adriatischen Meere, Denkschriften der Akademie der Wissenschaften Wien, Band 117, 1908
- Die Polhöhe und ihre Schwankungen, Mitt. k.u.k. Militärgeogr. Institut, 1893
- Die Gezeitenerscheinungen in den Adria, Denkschriften der Akademie der Wissenschaften Wien, 1912